# StKM 1-649
StKM 1-649 — двойная звезда в созвездии Близнецов на расстоянии приблизительно 232 световых лет (около 71,2 парсек) от Солнца. Возраст звезды определён как около 7,5 млрд лет.
Вокруг звезды обращается, как минимум, одна планета.

## Характеристики
Первый компонент (HAT-P-20) — оранжевый карлик спектрального класса K3V, или K3, или K7. Видимая звёздная величина звезды — +11,346m. Масса — около 0,756 солнечной, радиус — около 0,73 солнечного, светимость — около 0,194 солнечной. Эффективная температура — около 4649 K.
Второй компонент (UCAC3 229-88754) — красная звезда спектрального класса M. Видимая звёздная величина звезды — +13,8m. Эффективная температура — около 3838 K. Удалён на 7 угловых секунд.

## Планетная система
В 2010 году командой астрономов, работающих в рамках проекта HATNet, было объявлено об открытии планеты HAT-P-20 b. Это типичный газовый гигант, принадлежащий к классу горячих юпитеров с массой, превышающей массу Юпитера более чем в 7 раз. Однако её размеры (86 % диаметра Юпитера) говорят о высокой плотности объекта. Открытие было совершено транзитным методом.